# Whataya Want from Me
Singles de Adam Lambert
For Your Entertainment
(2009) If I Had You
(2010)
Whataya Want from Me est le second single du chanteur américain Adam Lambert, issu de son premier album For Your Entertainment.
À l'origine, la chanson a été écrite par Pink, Max Martin et Shellback et enregistrée par Pink pour son album Funhouse mais au dernier moment il n'a pas été retenu pour y figurer, alors la chanteuse a décidé d’offrir ce titre à Adam Lambert.
Le single a été produit par Max Martin et Shellback, qui ont collaboré avec Pink, Britney Spears, Katy Perry, Allison Iraheta et Carrie Underwood. Adam a reçu un prix aux Grammy Award en 2010, pour la meilleure chanson de l'année.

## Clip vidéo
Le clip de Whataya Want from Me a été réalisé par Diane Martel le 20 décembre 2009. Il a commencé à être diffusé à partir du 15 janvier 2010 aux USA. La vidéo met en scène Adam Lambert, perturbé après une séparation. Une scène dans la vidéo montre Adam Lambert qui traverse une foule de paparazzi et de fans, puis il rentre dans sa voiture. Au début de la chanson, Adam allume une télévision, puis commence à chanter « Hey, slow it down, whataya want from me ? Whataya want from me ? ».

## Critiques
Whataya Want from Me a reçu de bonnes critiques dans l'ensemble.
- Jonathan Keefe de Slant Magazine a adoré la chanson et a dit qu'Adam était merveilleux dans le clip[4].
- Joey Guerra du magazine Houston Chronicle a déclaré : « La chanson est pas mal... »[5].

## Récompenses et ventes
En février 2011, Whataya Want from Me a été vendu à plus de 1.653.890 exemplaires aux États-Unis, selon Nielsen SoundScan.
| Pays     | Récompenses |
| -------- | ----------- |
| Canada   | Disque d'or |
| Danemark | Disque d'or |

## Performances
| Palmarès (2010)                                 | Position |
| ----------------------------------------------- | -------- |
| Australian Singles Chart                        | 4        |
| Austrian Singles Chart,                         | 4        |
| Belgian Tip Chart                               | 2        |
| Canadian Hot 100,                               | 3        |
| Czech Republic Top 100                          | 3        |
| Danish Singles Chart                            | 12       |
| Dutch Top 40                                    | 7        |
| European Hot 100                                | 21       |
| Finnish Singles Chart                           | 2        |
| France (SNEP) Download Chart                    | 15       |
| German Singles Chart                            | 5        |
| Hungarian Airplay Chart                         | 3        |
| New Zealand Singles Chart                       | 4        |
| Norvège Singles Top 20                          | 18       |
| Polish Airplay Chart                            | 1        |
| Slovaquie Radio Top 100                         | 25       |
| Swedish Singles Chart,                          | 8        |
| Suisse Singles Top 75,                          | 6        |
| UK Singles Chart                                | 53       |
| U.S. Billboard Hot 100                          | 10       |
| U.S. Billboard Mainstream Top 40 (Chansons Pop) | 12       |
| U.S. Billboard Hot Adult Top 40 Tracks          | 2        |

## Reprises
Whataya Want from Me a été repris par le chanteur et acteur ukrainien Kirill Turichenko à The Voice Ukraine.